# 새만금 방조제

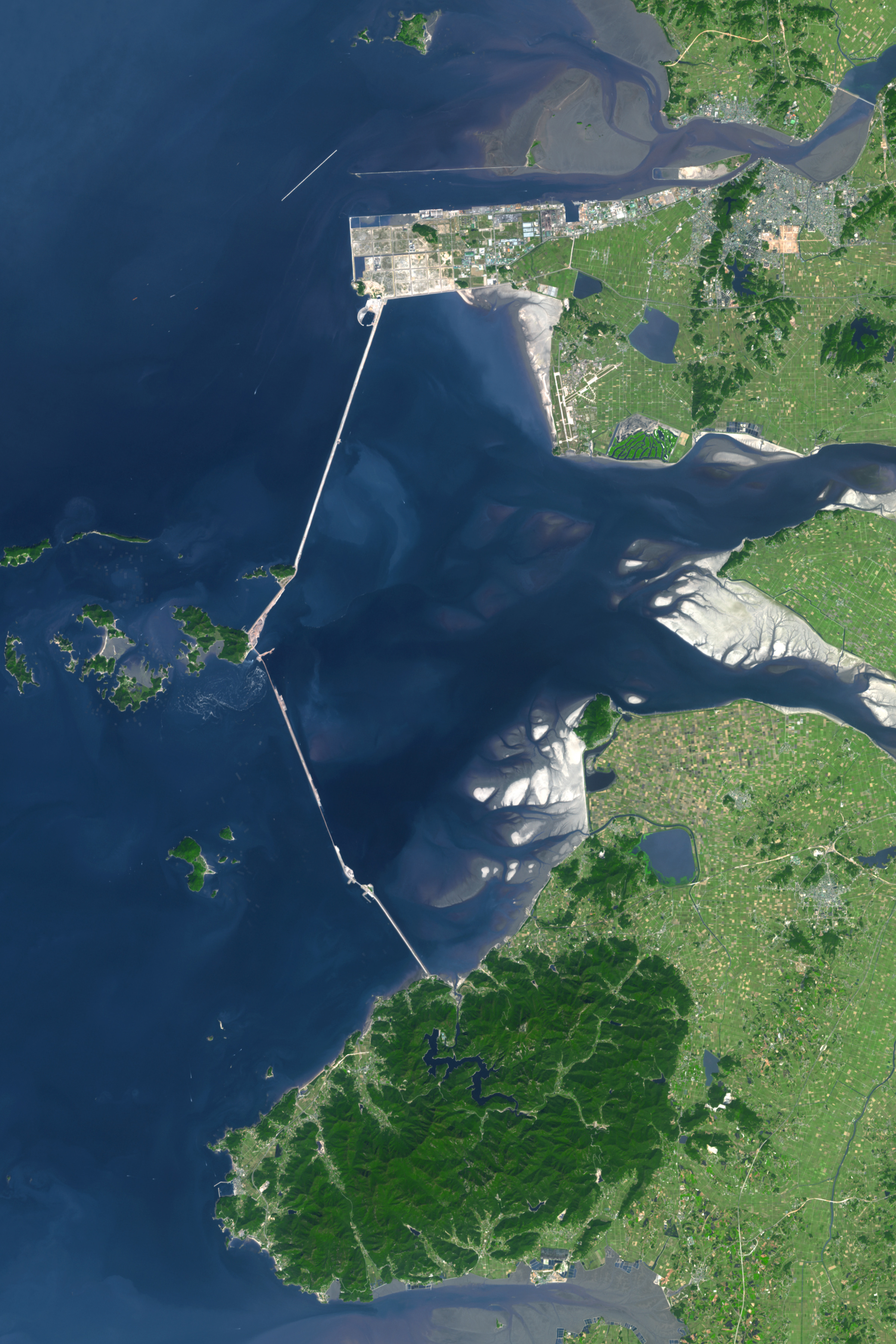
2006년 10월 7일 새만금 방조제. NASA 촬영

새만금 방조제(새萬金 防潮堤, 영어: Saemangeum Seawall)는 새만금 간척 사업을 위해 만들어진 세계 최장의 방조제이다.

## 구성

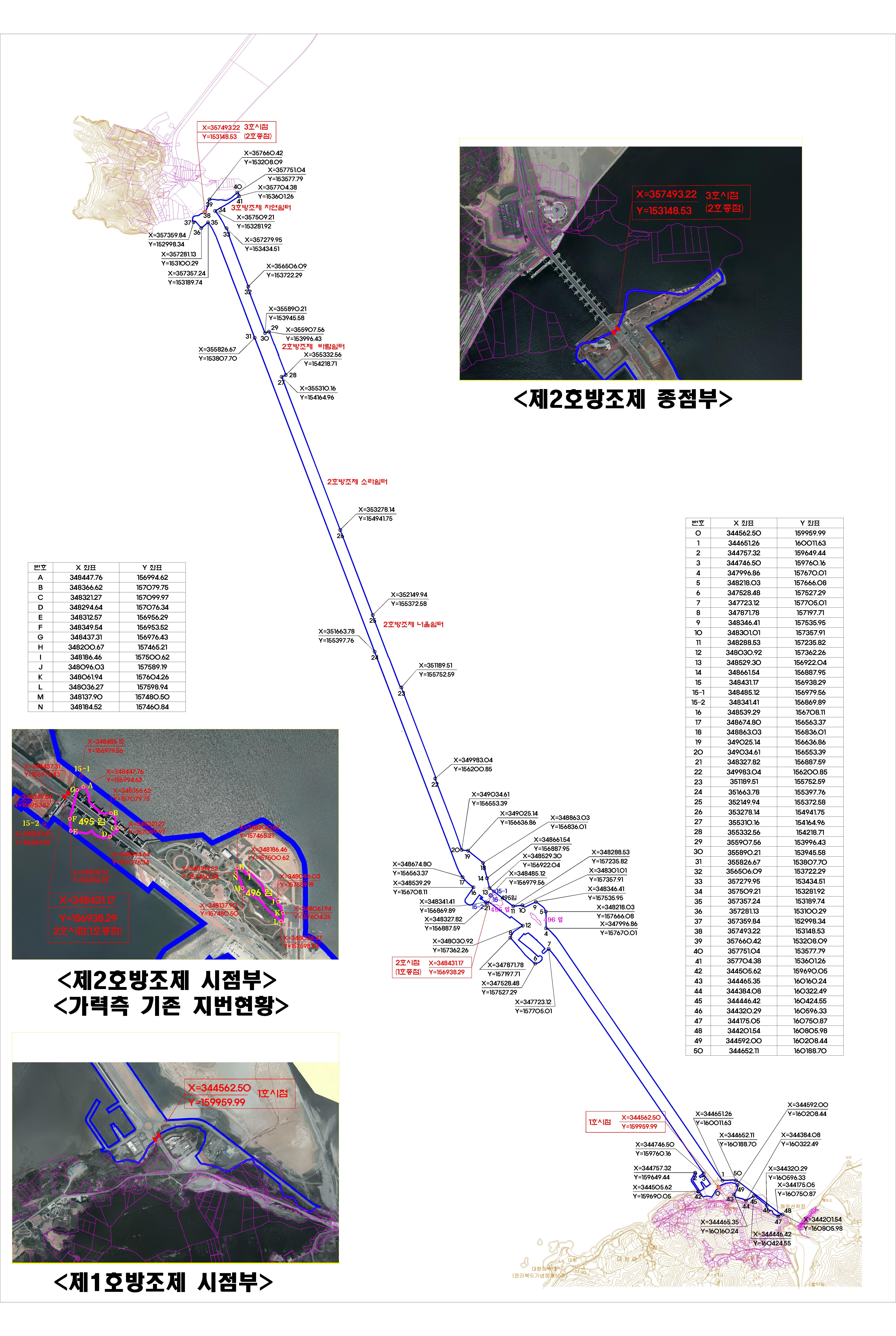
1, 2호 방조제

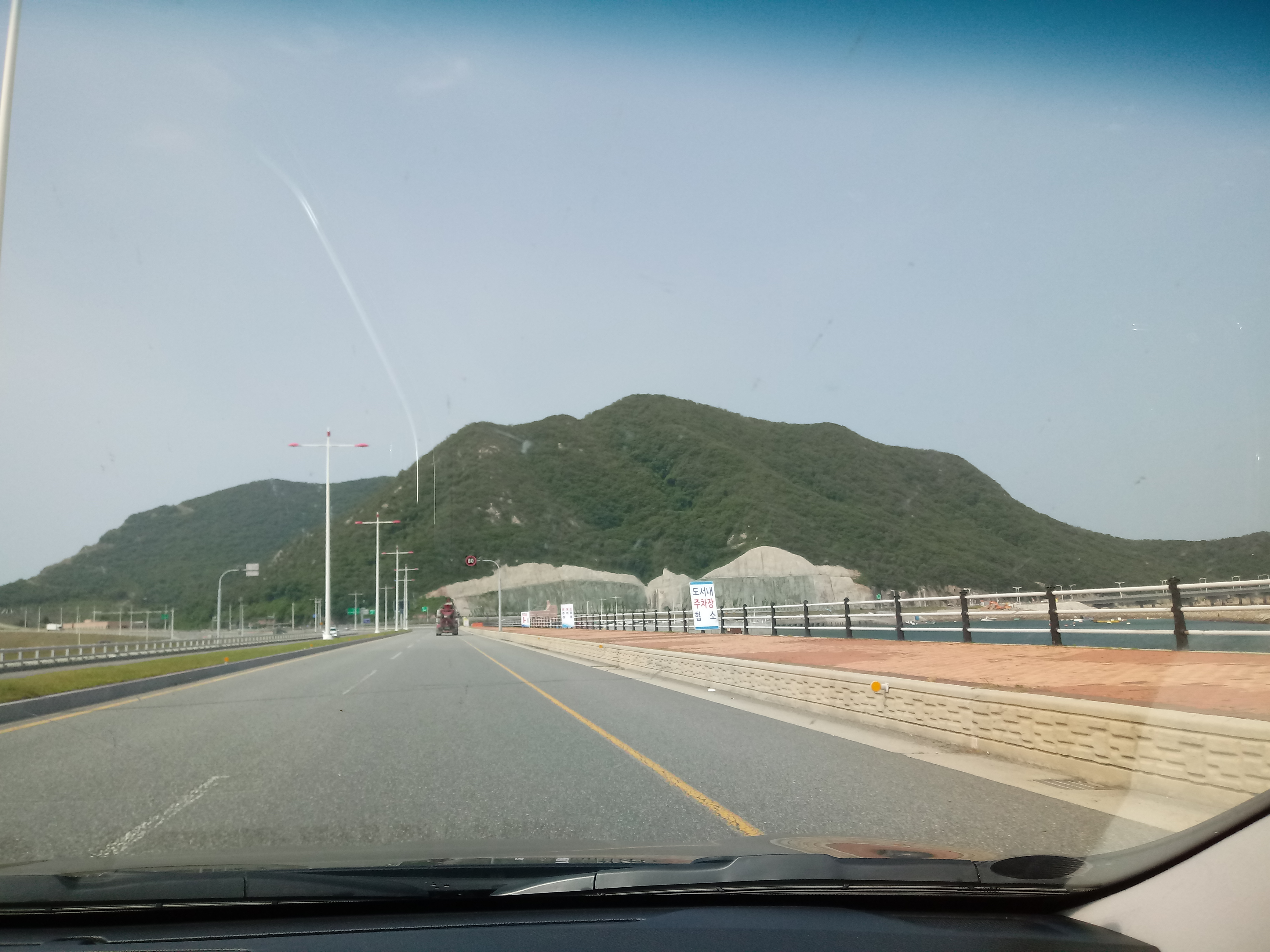
3호 방조제. 보이는 섬은 신시도. 2018년 6월

야미도와 군산시 육지를 잇는 새만금 4호 방조제. 보이는 섬은 야미도. 군산시에서 야미도로 남쪽으로 내려가며 촬영. 2018년 6월

- 1호 방조제

1호 방조제는 부안군 변산면와 가력도를 연결하는 4.7 km 방조제 구간이다.
- 가력도 휴게소 일대

부안군의 최북단에 해당하는 가력도 휴게소옥ㆍ 가력도항 일대에 풍력 발전기, 관리시설, 한국농어촌공사 가력도유지관리사무소, 부안해양경찰서 가력도출장소등이 있다. 공원 한가운데에 옛 남가력도에 해당하는 큰 언덕이 있다.
- 가력배수갑문

북가력도와 남가력도 사이에 축조된 갑문이다.
- 2호 방조제

2호 방조제는 북가력도와 신시도를 연결하는 9.9 km 구간이다.
- 쉼터

너울쉼터(김제시 진봉면 새만금로 892), 소라쉼터(김제시 진봉면 새만금로 1100), 바람쉼터(김제시 진봉면 새만금로 1290), 자연쉼터(김제시 진봉면 새만금로 1502)가 있다.
- 새만금33센터

자연센터 맞은편에 있는 건축물이다. 주소는 김제시 진봉면 새만금로 1499이다.
- 아리울예술창고

공연장이다.
- 3호 방조제

3호 방조제는 신시도와 야미도를 연결하는 2.7 km 구간이다.
- 신시배수갑문

신시도의 일부를 깎아 그 자리에 만들었다.
- 다기능부지

3호 방조제 안쪽에 만든 매립지이다. 북쪽 절반은 새만금오토캠핑장이 운영중이다.
- 4호 방조제

4호 방조제는 야미도와 군산시 육지를 연결하는 11.4 km 구간이다.

## 도로
새만금 방조제를 지나는 도로를 '새만금로'라고 하며, 전 구간이 국도 제77호선에 해당되는데 국도노선으로서의 도로구역이 결정되지 않아 한국농어촌공사에서 도로를 관리하고 있다. 2020년에 개통되는 새만금 동서2축도로가 자연쉼터와 새만금33센터 사이에 접속되었다.
| 이름                    | 접속 노선                | 소재지 | 소재지 | 비고                             |
| ----------------------- | ------------------------ | ------ | ------ | -------------------------------- |
| 새만금 교차로           | 국도 제30호선 (변산로)   | 부안군 | 변산면 |                                  |
| 새만금 방조제 (1호)     |                          | 부안군 | 변산면 |                                  |
| 가력도공원 (가력휴게소) |                          | 부안군 | 변산면 |                                  |
| 가력배수갑문            |                          | 부안군 | 변산면 |                                  |
| 새만금 방조제 (2호)     |                          | 김제시 | 진봉면 |                                  |
| 신시배수갑문            |                          | 군산시 | 옥도면 | 국도 제12호선과 중복             |
| 신시터널                |                          | 군산시 | 옥도면 | 국도 제12호선과 중복 연장 약 70m |
| 신시1교차로             | 국도 제12호선 (고군산로) | 군산시 | 옥도면 | 국도 제77호선과 중복             |
| 새만금 방조제 (3호)     |                          | 군산시 | 옥도면 | 국도 제77호선과 중복             |
| 야미도                  |                          | 군산시 | 옥도면 | 국도 제77호선과 중복             |
| 새만금 방조제 (4호)     |                          | 군산시 | 옥도면 | 국도 제77호선과 중복             |
|                         | 소룡동                   | 군산시 |        | 국도 제77호선과 중복             |
| 신시도입구삼거리        | 비응로, 새만금북로       | 군산시 |        | 국도 제77호선과 중복             |

## 교통
군산시의 시내버스 99번이 운행했다. 현재는 군산시내버스 개편을
거쳐 99번이 고군산군도로 들어가고, 98번이 방조제만 왕복하도록 변경되었다.
부안군 농어촌버스 66번 (마실버스)도 주말,공휴일 한정으로 1일 2회 신시도까지 들어간다.

## 같이 보기
- 새만금 간척 사업
- 시화호조력발전소
- 자위더르 간척 사업(네덜란드)
- 아프슬라위트데이크(자위더르 방조제)

## 참고 자료
- 새만금개발청 - 새만금 방조제 보관됨 2018-06-28 - 웨이백 머신